# Gelasius Dobner

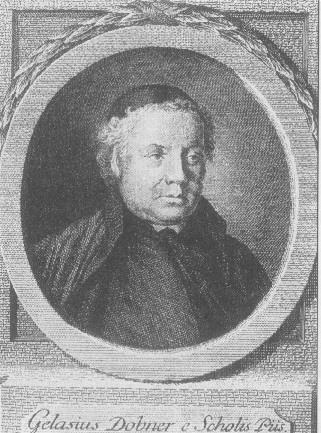
Gelasius Dobner

Gelasius Dobner (Taufname Job Felix) SP, (* 30. Mai 1719 in Prag, Königreich Böhmen; † 24. Mai 1790 ebenda) war ein böhmischer Piarist mit dem Ordensnamen „Gelasius a Santa Catharina“, Historiker und Geschichtswissenschaftler.

## Herkunft
Job Felix Dobner war ein Sohn des Joseph Dobner, Bürger und Tischler auf der Prager Kleinseite und dessen Ehefrau Marianne Schäffler, einer wohlhabenden Bürgertochter aus Prag und der Enkel des Michael Dobner aus Haid im Oberpfälzer Wald. Dobners Muttersprache war Deutsch. Latein und Tschechisch erlernte er als Absolvent eines Gymnasiums.

## Leben
Mit 17 Jahren trat Dobner in den Piaristenorden ein, erhielt den Ordensnamen Gelasius a Santa Catharina, studierte Philosophie und Theologie, in Wien Rechtswissenschaften und wurde 1741 zum Priester geweiht. Anschließend war er Lehrer an den Ordenskollegien in Horn in Niederösterreich, in Wien, Kremsier und Nikolsburg in Mähren, ab 1752 Humaniora am Gymnasium in der Prager Altstadt.
Von 1757 bis 1762 war er als Erzieher beim Grafen Hieronymus Ferdinand Rudolf von Mannsfeld, einem späteren k.k. Ackerbauminister, tätig. 1762 wurde er Rektor des auf seine Initiative in Prag neu errichteten Ordenskollegs. Das Amt bekleidete er bis 1778. Dobner war ein Vertreter der Katholischen Aufklärung und einer der Begründer der kritischen Historiographie in Böhmen. Als Patriot war er an der objektiven Wissenschaft interessiert. Er strebte danach, wahre Überlieferung von Fiktion zu trennen, ein schwieriges Vorhaben, das ihn oftmals in Gegensatz zu Traditionalisten und Aristokraten brachte.
Gelasius Dobner übte diese Kritik öffentlich in beachteten Publikationen. Sein größtes Aufsehen erregte er mit der Korrektur der böhmischen Chronik des Václav Hájek z Libočan, bis dahin ein Standardwerk der böhmischen Geschichte. Er veröffentlichte 1761–1782 unter dem Titel Wenceslai Hagek a Liboczan Annales Bohemorum 6 Bände, 1761–1781, eine Neuausgabe mit Kommentar. Nach dieser Kritik verlor die Hájekchronik an Bedeutung, war allerdings um 1820 noch eine von Johann Wolfgang von Goethe beachtete Lektüre zur Geschichte Böhmens und wird von neuerer Forschung unter erweiterten Gesichtspunkten beachtet.
Pater Dobner entdeckte die kirchenhistorisch bedeutsamen Schriften des Asienmissionars und kaiserlichen Kanzlers Giovanni de Marignolli wieder und veröffentlichte sie nach 400 Jahren 1768 erstmals in seiner Monumenta historica Bohemiae nusquam antehac edita, die in 6 Bänden 1764 bis 1786 erschien.
1769 gründete Dobner einen wissenschaftlichen Verein, aus dem 1784 die Königliche böhmische Gesellschaft der Wissenschaften hervorging.